# Trương Tịnh Sơ
Trương Tĩnh, thường được biết đến với nghệ danh Trương Tịnh Sơ (tiếng Trung: 张静初, tiếng Anh: Zhang Jingchu, sinh ngày 2 tháng 2 năm 1980), là một nữ diễn viên người Trung Quốc. Cô sinh ra tại Vĩnh An, Phúc Kiến và tốt nghiệp khoa Đạo diễn của Học viện Hý kịch Trung ương năm 1997. Cô bắt đầu được biết đến khi tham gia vai chính Cao Vệ Hồng trong bộ phim Peacock (2005), vai diễn giúp cô giành được giải Nữ diễn viên chính xuất sắc nhất tại giải China Film Media lần thứ 6 . Năm 2007, cô đóng chung với Thành Long trong phim Giờ cao điểm 3 và thu hút sự chú ý của quốc tế  . Cô đã thành công xin được quyền cư trú tại Hồng Kông thông qua Chương trình tuyển dụng di dân chất lượng , có được thẻ căn cước Hồng Kông và có hộ chiếu Đặc khu hành chính Hồng Kông.

## Tiểu sử
Tên thật là Trương Tĩnh. Cô đến từ Hồng Điền trấn, huyện Vĩnh An, tỉnh Phúc Kiến. Cha cô là viên chức chính phủ và mẹ cô là giáo viên tiểu học. Cô học tại trường tiểu học Bắc Môn ở huyện Vĩnh An. Năm 1991, cô trúng tuyển vào lớp nghệ thuật của Trường Sư phạm Nghệ thuật Phúc Châu (nay là Cao đẳng Sư phạm Mầm non Phúc Kiến). Sau khi tốt nghiệp trường Sư phạm năm 1995 , Trương Tĩnh Sơ làm việc một thời gian tại Đài truyền hình Đông Nam Phúc Kiến , sau đó quyết định chuyển đến Bắc Kinh để phát triển sự nghiệp, trở thành "Người du mục Bắc Kinh". Sau khi đến Bắc Kinh, cơ được một người tìm kiếm tài năng phát hiện và quay một số quảng cáo. Năm 1997, cô trúng tuyển vào khoa đạo diễn năm 1997 của Học viện Hý kịch Trung ương , theo học tại Đại học Ngoại ngữ Bắc Kinh và sang New Zealand du học chuyên ngành tiếng Anh . Sau khi tốt nghiệp Học viện Hý kịch Trung ương năm 1999, cô đã tham gia nhiều bộ phim truyền hình và quảng cáo nhưng vẫn chưa được biết đến. Vì vậy, cô đổi tên thành Trương Tịnh Sơ, hy vọng tên này sẽ mang lại may mắn.
Năm 2003, Trương Tịnh Sơ tự giới thiệu mình với đoàn làm phim Chim công và cuối cùng được đạo diễn Cố Trường Vệ chọn vào vai "chị" trong vở kịch. Sáu năm sống ở Bắc Kinh cuối cùng cũng được đền đáp. Sau khi bộ phim được phát hành vào năm 2005, nó đã giành được Giải thưởng lớn của Ban giám khảo Gấu bạc tại Liên hoan phim quốc tế Berlin lần thứ 55 và giúp Trương Tịnh Sơ trở nên nổi tiếng nhờ bộ phim này. Trương Tịnh Sơ cũng trả lời phỏng vấn của các phương tiện truyền thông nước ngoài bằng tiếng Anh lưu loát mà cô đã học trước đó, mà không cần đến người phiên dịch.
Sau đó, sự nghiệp điện ảnh của Trương Tịnh Sơ phát triển thuận lợi. Cô đã giành giải Nữ diễn viên chính xuất sắc nhất tại Liên hoan phim sinh viên Đại học Bắc Kinh lần thứ 12 cho bộ phim Hoa yêu tân nương, và thực lực của cô dần được những người trong ngành điện ảnh công nhận. Năm 2007, bộ phim Môn đồ do đạo diễn người Hồng Kông Nhĩ Đông Thăng chỉ đạo được phát hành. Diễn xuất của Trương Tịnh Sơ trong vai một phụ nữ nghiện ma túy đã gây ấn tượng với khán giả và cô đã được đề cử giải Nữ diễn viên chính xuất sắc nhất tại Giải thưởng Điện ảnh Hồng Kông lần đầu tiên. Sau đó, cô hợp tác với Thành Long trong Giờ cao điểm 3, bộ phim càng làm tăng thêm danh tiếng quốc tế của cô
Năm 2008, cô hợp tác với đạo diễn nổi tiếng người Đức Florian Gallenberger và đóng vai chính trong bộ phim Nhật ký của John Rabe. Năm 2009, cô được đề cử giải Nữ diễn viên chính xuất sắc nhất tại Giải thưởng Điện ảnh Hồng Kông lần thứ 29 cho vai diễn trong bộ phim Đêm và sương mù ở Thiên Thuỷ Vi của đạo diễn Hứa An Hoa. Tháng 7 năm 2010, bộ phim bom tấn Đường Sơn đại địa chấn do đạo diễn Phùng Tiểu Cương chỉ đạo ra mắt, cô được đề cử giải Nữ diễn viên phụ xuất sắc nhất tại Giải thưởng Kim Mã lần thứ 47 cho bộ phim này.
Năm 2014, cô đóng vai chính trong bộ phim The Old Cinderella và cũng lần đầu tiên đảm nhận vai trò nhà sản xuất .
Năm 2018, cô đóng vai chính trong bộ phim Hồng Kông Phi vụ tiền giả và được đề cử giải Nữ diễn viên chính xuất sắc nhất tại Giải thưởng Điện ảnh Hồng Kông lần thứ ba.

## Danh sách phim

### Phim điện ảnh
| Năm  | Phim                                 | Tên tiếng Trung         | Vai diễn                    | Ghi chú                                                                                        |
| ---- | ------------------------------------ | ----------------------- | --------------------------- | ---------------------------------------------------------------------------------------------- |
| 2000 | Affection Double Days                | 情义两重天              | Manh Manh                   |                                                                                                |
| 2003 | Suo Miya's Choice                    | 索蜜娅的抉择            | Sách Mật Á                  | [ 6 ]                                                                                          |
| 2005 | Peacock                              | 孔雀                    | Cao Vệ Hồng                 |                                                                                                |
| 2005 | Huayao Bride in Shangrila            | 花腰新娘                | Phượng Mỹ                   |                                                                                                |
| 2005 | Thất kiếm                            | 七剑                    | Lưu Uất Phương              | Được đề cử giải Nữ diễn viên phụ xuất sắc nhất tại Giải thưởng Điện ảnh Hồng Kông lần thứ 25   |
| 2005 | Seven Nights                         | 七夜                    | A Quế                       | [ 7 ]                                                                                          |
| 2006 | In the Blue                          | 浅蓝深蓝                | Tài xế xe buýt trường học   |                                                                                                |
| 2006 | The Road                             | 芳香之旅                | Xuân Phân                   |                                                                                                |
| 2006 | Jade Warrior                         | 玉战士                  | Phẩm Ngọc                   |                                                                                                |
| 2007 | Môn đồ                               | 门徒                    | A Phân                      | Được đề cử giải Nữ diễn viên chính xuất sắc nhất tại Giải thưởng Điện ảnh Hồng Kông lần thứ 27 |
| 2007 | Giờ cao điểm 3                       | 尖峰时刻3               | Soo Yung Han (Hàn Tố Dương) | Tác phẩm Hollywood đầu tiên                                                                    |
| 2008 | Lập xuân                             | 立春                    | Cao Vệ Hồng                 |                                                                                                |
| 2008 | Beast Stalker                        | 证人                    | Cao Mẫn                     | [ 8 ]                                                                                          |
| 2009 | Red River                            | 红河                    | A Đào                       |                                                                                                |
| 2009 | John Rabe                            | 拉贝日记                | Lang Thư                    |                                                                                                |
| 2009 | Night and Fog                        | 天水围的夜与雾          | Vương Hiểu Linh             | Được đề cử giải Nữ diễn viên chính xuất sắc nhất tại Giải thưởng Điện ảnh Hồng Kông lần thứ 29 |
| 2009 | Overheard                            | 窃听风云                | Nhậm Uyển Nhi               | [ 9 ]                                                                                          |
| 2010 | The Double Life                      | A面B面                  | Liễu Duyệt                  | [ 10 ]                                                                                         |
| 2010 | Flirting Scholar 2                   | 唐伯虎点秋香2之四大才子 | Thiến Thiến / Thu Hương     | [ 11 ]                                                                                         |
| 2010 | Đường Sơn đại địa chấn               | 唐山大地震              | Phương Đăng / Vương Đăng    | Được đề cử giải Nữ diễn viên phụ xuất sắc nhất tại Giải thưởng Kim Mã lần thứ 47               |
| 2010 | Toàn thành giới bị                   | 全城戒备                | Trịnh Tú Hoa                | Được đề cử giải Nữ diễn viên phụ xuất sắc nhất tại Giải thưởng Điện ảnh Hồng Kông lần thứ 30   |
| 2011 | The Man Behind the Courtyard House   | 守望者:罪恶迷途         | chị Hồng                    | [ 13 ]                                                                                         |
| 2011 | The Law of Attraction                | 万有引力                | Tuyết Liên                  | [ 14 ]                                                                                         |
| 2012 | Lacuna                               | 醉后一夜                | Đồng Hân                    |                                                                                                |
| 2013 | Điệp vụ tuyệt mật                    | 天机·富春山居图         | Lâm Vũ Yên                  |                                                                                                |
| 2013 | Something Good                       | 危情黑吃黑              | Jiazhen (Gia Trân)          | Tên thường gọi: Something Good: The Mercury Factor                                             |
| 2014 | The Old Cinderella                   | 脱轨时代                | Hứa Khả                     | [ 15 ] [ 16 ]                                                                                  |
| 2015 | I Am Somebody                        | 我是路人甲              |                             | Khách mời                                                                                      |
| 2016 | Nhiệm vụ bất khả thi: Quốc gia bí ẩn | 碟中谍5：神秘国度       | Lauren                      |                                                                                                |
| 2016 | Murder at Honeymoon Hotel            | 蜜月酒店杀人事件        | Bội Nhi                     | [ 17 ]                                                                                         |
| 2016 | Hỏa thiêu vân                        | 快手枪手快枪手          | Lý Nhược Vân                | Nữ diễn viên hành động xuất sắc nhất tại Tuần lễ phim hành động Jackie Chan lần thứ 2          |
| 2016 | Sky on Fire                          | 冲天火                  | Cao Ngọc                    | [ 19 ]                                                                                         |
| 2017 | Phi vụ cuối cùng                     | 侠盗联盟                | Amber                       | [ 20 ]                                                                                         |
| 2018 | Running Shadows                      | 我的影子在奔跑          | Điền Quế Phương             | [ 21 ]                                                                                         |
| 2018 | Miss Puff                            | 泡芙小姐                | Cô gái chơi bài Tarot       | Khách mời                                                                                      |
| 2018 | Phi vụ tiền giả                      | 无双                    | Nguyễn Văn / Tú Thanh       | [ 22 ]                                                                                         |
| 2019 | Wings Over Everest                   | 冰峰暴                  | Tiểu Đại Tử                 | Cũng đóng vai trò là Giám đốc sản xuất                                                         |
| 2020 | Đồ ăn nhẹ trong Tử Cấm Thành         | 紫禁城里的小食光        | Na Lạp Thị                  |                                                                                                |
| 2025 | A Stolen Life                        | 命中罪爱                | Ngô Yến                     |                                                                                                |
| TBA  | The Three-Body Problem               | 三体                    | Diệp Văn Khiết              |                                                                                                |
| TBA  | Love Song to the Days Forgone        | 东北往事之二十年        | Thôi Châu                   | [ 23 ]                                                                                         |

### Phim truyền hình
| Năm  | Phim                        | Tên tiếng Trung    | Vai diễn                  | Ghi chú                   |
| ---- | --------------------------- | ------------------ | ------------------------- | ------------------------- |
| 2001 | The Great Love in Your Life | 你的生命如此多情   | Nhan Ngọc                 | [ 24 ]                    |
| 2001 | Tần Thủy Hoàng              | 秦始皇             | Công chúa Mẫn Đại         | [ 25 ]                    |
| 2001 | Love Dictionary             | 爱情宝典           | Đạm Thục Quyên            |                           |
| 2001 | Man Who Doesn't Go Home     | 不回家的男人       | Lục Đồng                  |                           |
| 2002 | Sword Master                | 三少爷的剑         | Chu Thiên Thiên           | [ 26 ]                    |
| 2002 | The Cricket Master          | 蟋蟀大师           | Tiểu Thúy                 |                           |
| 2002 | Imperial Guards             | 英雄               | Diệp Mẫn                  | [ 27 ]                    |
| 2003 | Southern Shaolin            | 南少林             | Lý Mộng Lân               |                           |
| 2005 | Purple Jade and Gold Sand   | 紫玉金砂           | Phan Linh Ngọc            | [ 28 ]                    |
| 2016 | Bu Liang Ren                | 画江湖之不良人     | Nữ vương                  | Web drama                 |
| 2016 | Let's Fall in Love          | 咱们相爱吧         | Lâm Tiếu Tiếu             | [ 29 ]                    |
| 2016 | Hua Jianghu 2               | 画江湖之不良人2    | Nữ vương                  | [ 30 ]                    |
| 2020 | Cùng nhau                   | 在一起             | Văn Tĩnh                  | Tập: Người lái đò         |
| 2021 | Vacation of Love            | 假日暖洋洋         | Tống Tiểu Khả             |                           |
| 2023 | The Long Season             | 漫长的季节         | Thẩm Mặc (lúc trung niên) | Diễn xuất đặc biệt        |
| 2023 | Thành phố của cô ấy         | 她的城             | Nghệ Anh                  |                           |
|      |                             | 一场奋不顾身的爱情 | Lương Duyên               | Sản xuất tháng 2 năm 2014 |

### Phim ngắn
| Ngày                  | Tên                             | Vai diễn    | Đạo diễn       | Cùng với                            |
| --------------------- | ------------------------------- | ----------- | -------------- | ----------------------------------- |
| 2010-11-26 2010-12-03 | 爱在微博蔓延时（上、下）        | Khương Phàm | Trần Chính Đạo | Chu Vũ Thần, Dương Hâm, Lâm Hựu Gia |
| 2012                  | Love in Las Vegas / Casino Moon | WOW         | Gia Coppola    | Robert Schwartzman                  |

### Kịch
| Năm    | Tên           | Vai       |
| ------ | ------------- | --------- |
| 1999   | Yūzuru (夕鹤) | A Thông   |
| 2002   | Anh hùng      | Vãn Đình  |
| 2010年 | 陪我看电视    | Tiểu Phân |

### Lồng tiếng
| Tên      | Thời gian | Ghi chú                                                                               |
| -------- | --------- | ------------------------------------------------------------------------------------- |
| 生生不息 | 2017      | Phim ngắn phúc lợi công cộng nhân Ngày ăn chay quốc tế, lồng tiếng bởi Trương Tịnh Sơ |

## Chương trình truyền hình
| Ngày                 | Nền tảng       | Tên                       | Ghi chú                                                                                             |
| -------------------- | -------------- | ------------------------- | --------------------------------------------------------------------------------------------------- |
| 7 tháng 8 năm 2011   | CCTV           | Trưởng ban đêm nói chuyện | Một chương trình trò chuyện tại studio do kênh truyền hình toàn diện CCTV phát sóng                 |
| 25 tháng 4 năm 2013  | Tencent Video  | Những cái tên lớn đến     | Một chương trình trò chuyện về người nổi tiếng cao cấp được đồng sáng tạo bởi Tencent Entertainment |
| 10 tháng 10 năm 2015 | Chiết Giang TV | Chef Nic                  | [ 33 ]                                                                                              |
| 1 tháng 7 năm 2016   | Chiết Giang TV | Keep Running              | |
| 16 tháng 7 năm 2016  | Chiết Giang TV | Hương vị quen thuộc mùa 1 | Tập 5, Chương trình ẩm thực dành cho người nổi tiếng của Đài truyền hình vệ tinh Chiết Giang        |
| 17 tháng 1 năm 2017  | Bắc Kinh TV    | The King Of Kanone        | [ 35 ]                                                                                              |
| 8 tháng 11 năm 2019  | Youku          | Real Actor                | Gia sư, Chương trình truyền hình thực tế sinh tồn của các diễn viên trẻ Youku trên phim trường      |
| 10 tháng 12 năm 2021 | iQIYI          | Action！                  | Chương trình truyền hình thực tế tạp kỹ sáng tạo của các đạo diễn trẻ                               |
| 7 tháng 6 năm 2023   | Tứ Xuyên TV    | 这样的你                  | Chương trình quan sát cảm xúc đô thị của phụ nữ                                                     |

## Âm nhạc

### Single
| Tên        | 歌曲风格 | Thời gian phát hành | Ghi chú                                                                                          |
| ---------- | -------- | ------------------- | ------------------------------------------------------------------------------------------------ |
| 明月光     | 流行     | 2005                | Biểu diễn: Truơng Tịnh Sơ, Lục Nghị                                                              |
| 咱们相爱吧 | 流行     | 2005                | Biểu diễn: Tần Lam, Trương Hâm Nghệ, Minh Đạo, Viên Hoằng, Vương Đồng, Trương Tịnh Sơ, Lưu Giang |

## Hoạt động xã hội
| Ngày                 | Vai trò |
| -------------------- | --- |
| 31 tháng 8 năm 2006  | Người phát ngôn cho dự án phúc lợi công cộng “Thư viện Chữ thập đỏ” của Quỹ Chữ thập đỏ Trung Quốc                                             |
| 2 tháng 9 năm 2009   | Đại sứ phúc lợi công cộng “Dự án Cầu vồng Siyuan·AOC"                                                                                          |
| 6 tháng 11 năm 2010  | Đại sứ Quỹ Thiên thần Thính giác Trung Quốc |
| Đầu tháng 6 năm 2011 | Đại sứ phòng chống ma túy thành phố Tam Minh Phúc Kiến                                                                                         |
| 8 tháng 6 năm 2011   | Đại sứ xúc tiến văn hóa và du lịch Hàn Quốc |
| 11 tháng 5 năm 2012  | “Đại sứ hình ảnh” của Tuần lễ nghệ thuật thanh thiếu niên Trung Quốc                                                                           |
| 23 tháng 11 năm 2013 | Cuộc thi tuyển chọn Đại sứ hòa bình của các trường đại học Trung Quốc lần thứ 10: “Người phát ngôn của Đại sứ hòa bình của các trường đại học" |
| Tháng 5 năm 2015     | Đại sứ Dự án "My World" của Liên Hợp Quốc tại Trung Quốc                                                                                       |

| Ngay                 | Hoạt động |
| -------------------- | --- |
| 14 tháng 12 năm 2011 | Đến Vĩnh An, Phúc Kiến và hợp tác với Quỹ Phát triển Y học Thính giác Trung Quốc để tổ chức sự kiện từ thiện mang tên "Yêu tương lai, để thế giới được lắng nghe" nhằm cung cấp vật dụng phục hồi chức năng và đào tạo giọng nói cho trẻ em khiếm thính nghèo ở quê nhà |
| 1 tháng 6 năm 2013   | Trương Tịnh Sơ đã dành Ngày Thiếu nhi cùng các em nhỏ tại một trường học dành cho trẻ em khuyết tật ở Phong Đài, Bắc Kinh |
| 10 tháng 10 năm 2013 | Trương Tịnh Sơ đã tham gia Đêm từ thiện Bazaar Star năm 2013 để gây quỹ cho trẻ em có hoàn cảnh khó khăn trên khắp cả nước |
| 21 tháng 10 năm 2014 | Trương Tịnh Sơ trở về quê nhà Vĩnh An và tổ chức sự kiện quyên góp từ thiện. 11 người già có thu nhập thấp nhận được số tiền quyên góp này đã nhận được 600 nhân dân tệ mỗi tháng để trang trải chi phí sinh hoạt cho đến khi qua đời. 20 học sinh trung học xuất thân từ gia đình nghèo nhận được học bổng trị giá 3.000 nhân dân tệ mỗi năm cho đến khi tốt nghiệp trung học |

## Giải thưởng
| Năm  | Lễ trao giải                                           | Hạng mục                                                                | Dề cử cho                 | Ghi chú |
| ---- | ------------------------------------------------------ | ----------------------------------------------------------------------- | ------------------------- | ------- |
| 2005 | Liên hoan phim sinh viên Bắc Kinh lần thứ 12           | Nữ diễn viên chính xuất sắc nhất                                        | Huayao Bride in Shangrila | [ 40 ]  |
| 2005 | Giải Hoa Biểu lần thứ 11                               | Nữ diễn viên mới xuất sắc                                               | Huayao Bride in Shangrila | [ 41 ]  |
| 2005 | Giải thưởng phê bình phim Thượng Hải lần thứ 14        | Nữ diễn viên chính xuất sắc nhất                                        | Peacock                   | [ 42 ]  |
| 2006 | Giải thưởng Truyền thông Điện ảnh Trung Quốc lần thứ 6 | Nữ diễn viên chính xuất sắc nhất                                        | Peacock                   | [ 43 ]  |
| 2006 | Liên hoan phim quốc tế Cairo lần thứ 30                | Nữ diễn viên chính xuất sắc nhất                                        | The Road                  | [ 44 ]  |
| 2009 | Liên hoan phim sinh viên Bắc Kinh lần thứ 16           | Giải thưởng do sinh viên bình chọn cho Nữ diễn viên được yêu thích nhất | Red River                 |         |
| 2013 | Liên hoan phim quốc tế Anh - Trung Quốc lần thứ 5      | Nữ diễn viên phụ xuất sắc nhất                                          | Điệp vụ tuyệt mật         | [ 45 ]  |
| 2016 | Giải thưởng phim hành động Jackie Chan lần thứ 3       | Nữ diễn viên phim hành động xuất sắc nhất                               | Hỏa thiêu vân             |         |